# Sjarhej Hurenka
Sjarhej Witalewitsch Hurenka (belarussisch Сяргей Віталевіч Гурэнка, russisch Сергей Витальевич Гуренко ‚Sergei Witaljewitsch Gurenko‘; * 30. September 1972 in Hrodna, BSSR) ist ein ehemaliger belarussischer Fußballspieler und heutiger -trainer. Er war Kapitän der belarussischen Fußballnationalmannschaft und bis August 2010 deren Rekordnationalspieler.

## Karriere

### Verein
Sjarhej Hurenka begann 1989 seine Profilaufbahn bei seinem Heimatverein Chimik Hrodna. Seit 1990 machte er jährlich mehr als 30 Ligaspiele.
1992 wechselte er zum Erstliga-Club Njoman Hrodna, auch dort wurde er Stammspieler mit mehr als 25 Spielen pro Saison.
1995 wurde Hurenka in die russische Premjer-Liga zu Lokomotive Moskau transferiert, wo er zu einem der wichtigsten Spieler der Mannschaft wurde, aber Ende der 1990er neue Herausforderungen suchte. Diese fand er zuerst 1999 in der italienischen Serie A bei der AS Rom, wo er sich aber nicht durchsetzen konnte und nur siebenmal eingesetzt wurde. Hurenka wechselte daraufhin in die spanische Liga und spielte 2000/01 für Real Saragossa, konnte aber auch dort nur elf Einsätze verzeichnen. Ebenfalls elf Einsätze gelangen ihm 2001/02 für die AC Parma in der Serie A. Nach einem Abstecher in die Serie B in der Saison 2002/03 bei Piacenza Calcio kehrte Sjarhej Hurenka 2003 zu Lokomotive Moskau zurück. Zur Saison 2009 wechselte er zu Dinamo Minsk in die belarussische Liga. Ab Juli 2009 übte er dort zusätzlich die Funktion des Co-Traniers aus. Einen Monat später wurde er zum Cheftrainer befördert und beendete dabei seine Spielerlaufbahn. Im Mai 2010 verließ Hurenka Dinamo Minsk und wurde im Juli 2010 Trainer des Ligakonkurrenten Torpedo Schodsina.

### Nationalmannschaft
Sjarhej Hurenka debütierte am 5. Mai 1994 bei einem Freundschaftsspiel gegen die Ukraine (1:3). Sein 80. und letztes Spiel machte er am 11. Oktober 2006 gegen Slowenien (5:3). Am 11. August 2010 wurde er von Aljaksandr Kultschy als Rekordnationalspieler abgelöst.